# Ottniell Jürissaar
Ottniell Jürissaar (* 27. März 1924 in Tartu; † 7. September 2014 in Tallinn) war ein estnischer Dichter und Musiker.

## Leben
Jürissaar schloss 1943 das Hugo-Treffner-Gymnasium in Tartu ab, nachdem er parallel auch an der Höheren Musikschule Gesang gelernt hatte. 1943 schrieb er sich am Tallinner Konservatorium ein, musste sich dann aber bald der deutschen Einberufung – Estland war von 1941 bis 1944 von Deutschland besetzt – entziehen. Er versteckte sich zunächst im Wald, floh bald  nach Finnland und nahm dort in den Reihen der finnischen Armee am Fortsetzungskrieg teil. 1944 kehrte er mit seinem Regiment zurück nach Estland und schloss sich zeitweise den Waldbrüdern an. 1948 wurde er von den sowjetischen Behörden inhaftiert. Nach mehrjährigem Aufenthalt in einem Gefangenenlager, wo er sich bereits vornehmlich mit der Organisation von Chören befasste und musikalisch fortbildete, wurde er 1954 nach Sibirien verbannt. Erst 1960 konnte er nach Estland zurückkehren.
Danach war er als Musiklehrer an verschiedenen Schulen in Tartu, Tallinn und anderen Orten tätig. Er war außerdem als Chorleiter aktiv und seit 1992 Mitglied des Estnischen Schriftstellerverbandes.
Ottniell Jürissaar ist auf dem Waldfriedhof Tallinn beigesetzt.

## Werk
In seiner Zeit als Waldbruder begann er mit dem Dichten, seit 1963 konnten seine Gedichte auch in Zeitschriften erscheinen. Zu Buchveröffentlichungen kam es jedoch erst im Laufe der Singenden Revolution. Da er seine Gedichte häufig selbst singend vortrug und Melodien dazu komponierte, kann er am besten als Liedermacher bezeichnet werden. In seinem Nachruf wird er als einer der „vielseitigsten und blendendsten schöpferischen Menschen – Dichter, Schriftsteller, Komponist und Dirigent“ bezeichnet.
Jürissaar hat auch Kinderbücher verfasst. Teile seines Werks sind auf Finnisch und Englisch erschienen.

## Auszeichnungen
- 2001 Orden des weißen Sterns (Medaillen-Klasse)

## Bibliografie
- Kaduviku sillal ('Auf der Brücke der Vergänglichkeit'). s.l.: s.n. 1990. 62 S.
- Alleaa-Kallermaa ('A.-K.'). Tallinn: Eesti Raamat 1990. 31 S.
- Rännulugusid ja vemmalvärsse ('Wandergeschichten und Knittelverse'). s.l.: s.n. 1991. 84 S.
- Sada sonetti ('Hundert Sonette'). Tallinn: O. Jürissaar 1992. 130 S.
- Kevadetüdrukud ('Frühlingsmädchen'). Tallinn: O. Jürissaar 1993. 223 S.
- Suupillilugu ('Mundharmonikageschichte'). Tallinn: O. Jürissaar 2000. 167 S.
- Eestimaine ingel ('Estländischer Engel'). Tallinn: Eesti Keele Sihtasutus 2014. 104 S.